# Justus Scott
Justus Rian Scott (ur. 2001) – amerykański zapaśnik walczący w stylu klasycznym.
Złoty medalista mistrzostw panamerykańskich w 2023. Mistrz panamerykański U-23 w 2024 roku. 
Zawodnik Green Valley High School z Henderson, Baker University i US Army.